# آروسیاک پاپازیان
آروسیاک پاپازیان (ارمنی: Արուսեակ Փափազեան؛ زاده ۱۸۴۱) – درگذشته ۱۹۰۷) بازیگر، آموزگار اهل ارمنستان بود. وی بین سال‌های تا میلادی فعالیت می‌کرد.

## زندگی‌نامه
وی در ۱۸۴۱ در کنستانتینوپل به دنیا آمد . وی همچنین برندهٔ جوایزی همچون هنرمند شایسته ارمنستان شوروی شده است. وی در ۱۹۰۷ در سن ۶۶ سالگی در کنستانتینوپل درگذشت.